# Wiesen um Waltershausen und Cumbacher Teiche
Wiesen um Waltershausen und Cumbacher Teiche este o arie protejată (arie specială de conservare — SAC, sit de importanță comunitară — SCI) din Germania întinsă pe o suprafață de 283 ha, integral pe uscat.

## Localizare
Centrul sitului Wiesen um Waltershausen und Cumbacher Teiche este situat la coordonatele 50°52′37″N 10°36′09″E / 50.8769°N 10.6025°E.

## Înființare
Situl Wiesen um Waltershausen und Cumbacher Teiche a fost declarat sit de importanță comunitară în iunie 2004 pentru a proteja 25 de specii de animale. Situl a fost protejat și ca arie specială de conservare în iulie 2008.

## Biodiversitate
Situată în ecoregiunea continentală, aria protejată conține 9 habitate naturale: Lacuri eutrofice naturale cu vegetație de tip Magnopotamion sau Hydrocharition, Pajiști uscate europene, Pajiști uscate seminaturale și facies de acoperire cu tufișuri pe substraturi calcaroase (Festuco-Brometalia) (* situri importante pentru orhidee), Formațiuni ierboase bogate în specii de Nardus, dezvoltate pe substraturi silicioase în zone montane (și în zone submontane, în Europa continentală), Liziere de ierburi înalte hidrofile de câmpie și de nivel montan până la alpin, Fânețe de joasă altitudine (Alopecurus pratensis, Sanguisorba officinalis), Păduri de fag Luzulo-Fagetum, Păduri de fag Asperulo-Fagetum, Păduri de fag din Europa Centrală dezvoltate pe sol calcaros cu Cephalanthero-Fagion.
La baza desemnării sitului se află mai multe specii protejate:
- păsări (24): lăcar mare (Acrocephalus arundinaceus), lăcar-de-rogoz (Acrocephalus schoenobaenus), fluierar de munte (Actitis hypoleucos), pescăruș albastru (Alcedo atthis), fâsă de luncă (Anthus pratensis), barză albă (Ciconia ciconia ciconia), barză neagră (Ciconia nigra), erete de stuf (Circus aeruginosus), cristeiul de câmp (Crex crex), presură sură (Emberiza calandra), becațină comună (Gallinago gallinago), Gallinula chloropus chloropus, sfrâncioc roșiatic (Lanius collurio), sfrâncioc mare (Lanius excubitor excubitor), Luscinia svecica cyanecula, gaia roșie (Milvus milvus), codobatura galbenă (Motacilla flava), Podiceps nigricollis nigricollis, Rallus aquaticus aquaticus, pițigoi-pungar (Remiz pendulinus), mărăcinar (Saxicola rubetra), Tachybaptus ruficollis ruficollis, fluierarul de zăvoi (Tringa ochropus), nagâț (Vanellus vanellus)
- amfibieni (1): triton cu creastă (Triturus cristatus)

Pe lângă speciile protejate, pe teritoriul sitului au mai fost identificate 7 specii de plante, 4 specii de amfibieni, 8 specii de mamifere, 1 specie de nevertebrate, 1 specie de reptile.